# Ducat de Montemar

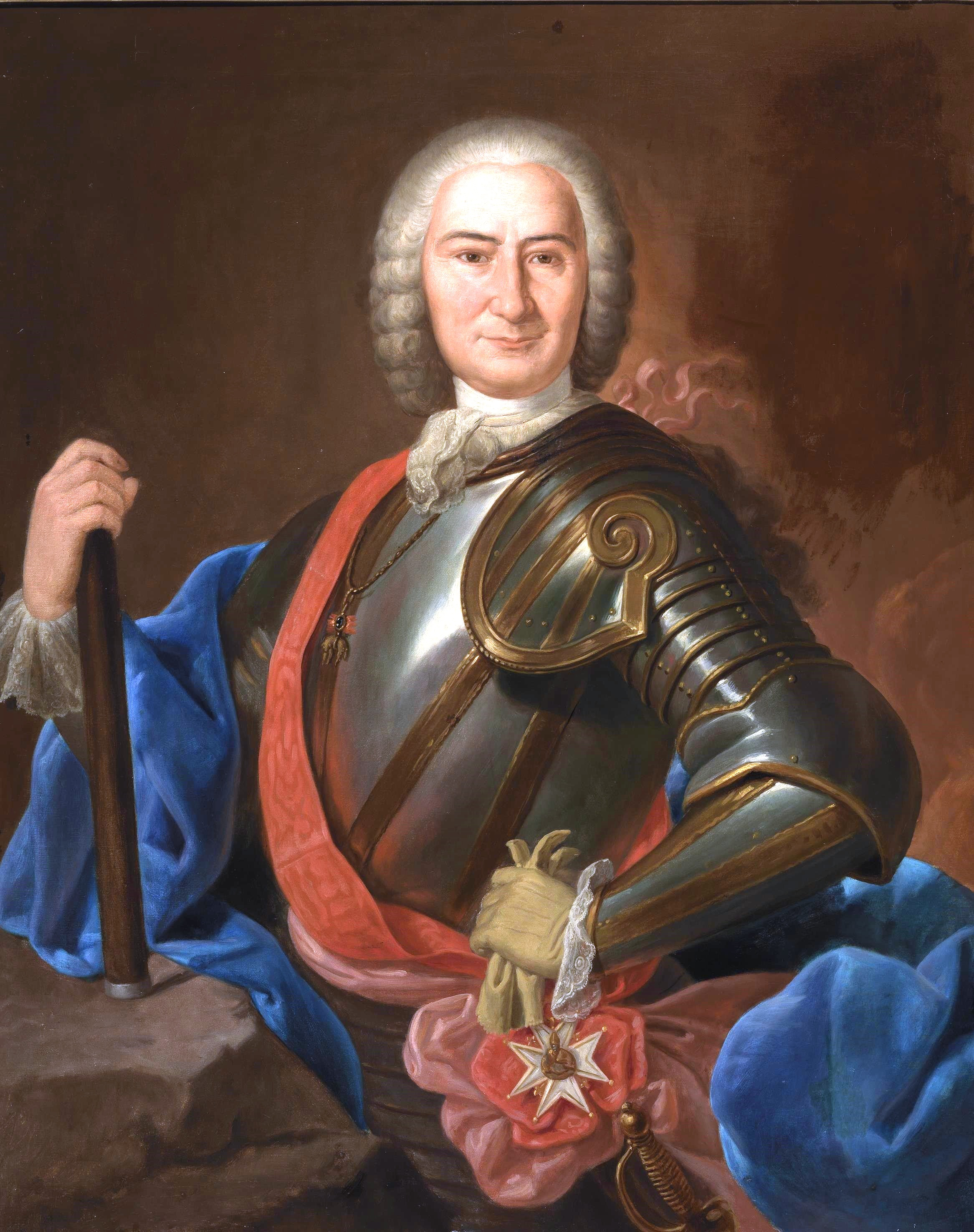
Imatge de José Carrillo de Albornoz, primer duc de Montemar.

El Ducat de Montemar és un títol nobiliari espanyol, creat el 20 d'abril de 1735 pel rei Felip V d'Espanya a favor de José Carrillo de Albornoz, III comte de Montemar. Se li va concedir la Grandesa d'Espanya el 20 de maig de 1735.
José Carrillo de Albornoz y Montiel, era fill de Francisco Carrillo de Albornoz Esquivel i Guzmán II comte de Montemar, i de Leonor de Montiel y Segura.

## Ducs de Montemar
|                               | Titular                                                   | Periodo                       |
| Creació per Felip V d'Espanya | Creació per Felip V d'Espanya                             | Creació per Felip V d'Espanya |
| ----------------------------- | --------------------------------------------------------- | ----------------------------- |
| I                             | José Carrillo de Albornoz y Montiel                       | 1735-1747                     |
| II                            | María Magdalena Carrillo de Albornoz y Antich             | 1747- ?                       |
| III                           | María Josefa Dávila y Carrillo de Albornoz                | ? - 1785                      |
| IV                            | Antonio María Ponce de León Dávila y Carrillo de Albornoz | 1785- ?                       |
| V                             | María del Carmen Ponce de León y Carvajal                 | ? -1813                       |
| VI                            | Vicente Pío Osorio de Moscoso y Ponce de León             | 1813-1864                     |
| VII                           | José María Osorio de Moscoso y Carvajal                   | 1864-1881                     |
| VIII                          | Francisco de Asís Osorio de Moscoso y de Borbón           | 1881-1924                     |
| IX                            | Luis Gonzaga Osorio de Moscoso y Jordán de Urries         | 1924-1942                     |
| X                             | Pedro Osorio de Moscoso y Moreno                          | 1942-1986                     |
| XI                            | Tatiana Osorio de Moscoso y Sanchiz                       | 1987-actual titular           |